# Ruta D-305
La ruta D-305 es una ruta regional primaria que se encuentra en el norte Chico de Chile en el sector. En su recorrido de 22 km, une el sector de  Islón con el sector de  La Calera en la comuna de  Vicuña.
El rol asignado a esta ruta regional fue ratificado por la tuición MOP DS Nº 656 del año 2004.

## Recorrido

### Región de Coquimbo
Recorrido: 22 km (km 0 a 54).
- Provincia de Elqui: Ruta D-205 (km 0) Ruta D-315 (km 8) Ruta D-325 (km 16) Ruta D-337 (km 22)